# لاهیخا ددیوس
لا هیخا د دیس دهستانی در استان آبیلای اسپانیا است.
در این دهستان ۱۰۳ نفر زندگی می‌کنند. مساحت این دهستان ۱۲٫۵۳ کیلومتر مربع است.